# Асинье
Асинье (фр. Acigné) — коммуна на северо-западе Франции, находится в регионе Бретань, департамент Иль и Вилен, округ Ренн, кантон Лифре. Расположена в 4 км к востоку от Ренна. Через территорию коммуны  протекает река Вилен.
Население (2018) — 6 814 человек. 

## История
Существуют местная легенда, что в Асинье обитала муза, вдохновлявшая своей необыкновенной красотой поэтов и музыкантов. Это вызвало ревность Медузы Горгоны, которая стала искать музу, чтобы украсть ее красоту и сделать ее бессмертной, превратив в статую. Муза пыталась убежать от Медузы, но в последний момент обернулась, чтобы запомнить этот мир, который она больше не увидит. Медуза увидела ее, и муза сразу же превратилась в статую. В это время река Вилен вышла из берегов и смыла статую. Согласно этой легенде, реку назвали именно так (в перевод с французского Вилен означает гадкий, непослушный). По слухам, статую музы все же нашли на берегу Вилена, около нынешней мельницы Деге.

## Достопримечательности
- Церковь Святого Мартина Турского начала XX века

## Экономика
Структура занятости населения:
- сельское хозяйство — 3,7 %
- промышленность — 32,6 %
- строительство — 9,9 %
- торговля, транспорт и сфера услуг — 32,6 %
- государственные и муниципальные службы — 21,2 %

Уровень безработицы (2018) — 7,5 % (Франция в целом —  13,4 %, департамент Иль и Вилен — 10,4 %). 

Среднегодовой доход на 1 человека, евро (2018) — 24 290 (Франция в целом — 21 730, департамент Иль и Вилен — 22 230).

## Демография
Динамика численности населения, чел.

## Администрация
Пост мэра Асинье с 2014 года занимает социалист Оливье Деас (Olivier Dehaese). На муниципальных выборах 2020 года возглавляемый им левый список победил в 1-м туре, получив 80,23 % голосов.
| Период | Период | Фамилия        | Партия                  | Примечания                                     |
| ------ | ------ | -------------- | ----------------------- | ---------------------------------------------- |
| 1971   | 1989   | Мишель Симонно |                         | фермер                                         |
| 1989   | 2014   | Ги Жуйе        | Социалистическая партия | учитель, член Генерального совета департамента |
| 2014   |        | Оливье Деас    | Социалистическая партия | инженер-исследователь                          |

## Города-побратимы
- Вахтендонк, Германия
- Шейка-Маре, Румыния

## Галерея
- Церковь Святого Мартина
- Шато Онгле
- Мост через реку Вилен